# Dahrut
Dahrut (arab. دهروط, Dahrūţ) – miejscowość w środkowym Egipcie w muhafazie Al-Minja, na zachodnim brzegu Nilu, na północ od miasta Al-Minja.
14 grudnia 2008 roku w wypadku drogowym w pobliżu Dahrut zginęło 57 osób, a około 10 zostało rannych. Autokar chciał wyminąć ciężarówkę i wpadł do kanału Ibrahimija.